# IHネット
IHネット（アイエイチネット）は2006年11月1日 - 2009年11月8日の間に実施された、岩手銀行・八戸信用金庫（現：青い森信用金庫）相互間のATM・CD利用手数料無料提携サービスのことである。
提携先の一つである八戸信用金庫が合併に対するATMネットワークの再構築の為、2009年11月9日付で提携を解消した。この為、以下の内容はサービス終了前時点のものとなっている。

## 概要

### 背景
岩手県北部と青森県南東部（三八・上北地区）は共に旧南部藩であったことから県境を越えての交流が多い。その為、相手側県内における出金機能の補完の為にこの提携ネットワークが実現の運びとなった。

### 名称の由来
岩手銀行の頭文字である「I」と八戸信金の頭文字である「H」を、それぞれのアルファベットの頭文字を組み合わせたものに由来する。

### 対象金融機関
- 岩手銀行
- 八戸信用金庫

### 利用時間と手数料
- 平日 8:45 - 18:00の出金：無料
- 平日 8:00 - 8:45・18:00 - 21:00の出金、土曜・日曜・祝日 9:00 - 17:00の出金：105円

なお、キャッシュカード振込の場合は、他に各行所定の振込手数料が別途かかる。
（カード振込については両行庫のキャッシュカードを両行庫のATMで相互に利用出来るが、岩手銀行のATMの一部については「いわぎんのATMにおけるカード振込の取り扱いは同行とACS加盟64行のキャッシュカードのみ利用可（八戸信金を含む他業態キャッシュカードでは振込利用不可）」の旨の掲示が、未だに存在する所がある。）。

### 対象ATM
- 上記対象金融機関が単独で設置しているATM
- 共同ATMの内、上記対象金融機関の何れかが幹事となるATM

### 対象外ATM
以下のATMは本サービスの対象外となり、下記該当金融機関以外は通常の他行（MICS）利用手数料がかかる。
- 共同ATMの内、上記対象金融機関以外が幹事となるATM。以下に例示する。
  - 北日本銀行（または東北銀行）幹事で岩手銀行との共同ATM

また各行庫が別途他行と個別に無料提携しているAAIネット・グリーンネット・あすなろNET・しんきんATMゼロネットサービスでは、当然相手行庫側の提携ネットは適用されない。ただし、青森銀行についてはAAIネット・あすなろNETについては重複して参加している為、当該提携ネットとして適用される（なお八戸信用金庫ATMの内、自庫幹事以外の共同ATMは全て青森銀行が幹事となっている。）。

## 備考
- 入金・通帳利用取引・当座預金口座のキャッシュカード及び法人性口座のキャッシュカードによる利用はそれぞれの自行庫ATMのみとなる。
- 岩手銀行のいわぎんグリーンポイント倶楽部によるATM手数料優遇は、八戸信用金庫ATMでは適用されない。
- 1月1日 - 3日・5月3日 - 5日は各行庫共にATMを稼動させているが、この期間は提携ネットワーク（MICS）が休止している為、それぞれの自行庫ATMでしか利用出来ない（ただし5月3日 - 5日の内の日曜はMICSは通常稼動する為、利用出来る。）。

## 沿革
- 2006年（平成18年）11月1日 - サービス開始。
- 2008年（平成20年）5月19日 - 八戸信用金庫が十和田信用金庫との合併により、八戸信金における本サービス対象地域を十和田市・三沢市及び上北郡の各地域のATM（合計22カ所、旧十和田信金管理分）にも拡大。
- 2009年（平成21年）11月9日 - 八戸信金があおもり・下北の2信金が合併して『青い森信用金庫』の発足に伴うATMネットワークの再構築の為、双方との本サービスにおける提携を解消（以降、他行庫扱い化。）。

## サービス終了へ
本提携先の一つである八戸信用金庫が2009年11月9日にあおもり・下北の2信金と合併して『青い森信用金庫』が発足されることが決定している。本サービスの開始以降、八戸信金がそれぞれの信金との合併を行うこととなり、以前からATM無料提携を行っている青森銀行の「あすなろNET」および「AAIネット」との地域的重複が多くなることを理由に同年10月23日に双方が本サービスによる業務提携を11月9日付をもって打ち切ることが発表された。
これに伴い、3年振りに双方との出金手数料が他行庫（MICS）扱いに、また八戸信用金庫の口座所有者に対して岩手県内にて無料で出金出来る拠点が各信用金庫ATM（及び青森みちのく銀行盛岡支店・盛岡中央支店・久慈支店や東北労働金庫盛岡支店など）のみにそれぞれ戻されることになる。